# Siegfried II (comte de Stade)
Pour les articles homonymes, voir Siegfried II.
Siegfried II (mort le 6 janvier 1037) est comte de Stade de 1016 à sa mort.

## Biographie
Siegfried est le fils cadet d'Henri le Chauve (en), comte de Stade, et de son épouse Judith von der Wetterau, petite-fille de Gebhard, duc de Lorraine. Il succède à son frère aîné Henri II le Bon comme comte de Stade. 
Les rares sources que nous possédions à son sujet sont le récit de Thietmar de Merseburg décrivant la mort de ses trois oncles maternels Henri, Udo et Siegfried, capturés par des pirates avec le comte Adalgar ; il rapporte qu'Udo a été tué au combat et que Siegfried s'est finalement échappé afin d'aller chercher de l'aide. 
Siegfried est remplacé comme comte de Stade par son fils Lothaire.

## Mariage et descendance
Siegfried épouse Adèle de Rhienfelden, fille de Gero, comte d'Alsleben, et sa femme Adèle. Ils ont trois enfants :
- Lothaire-Udo II, comte de Stade et margrave de la marche du Nord ;
- Irmgard, abbesse d'Alsleben ;
- Bertha, abbesse d'Alsleben.

## Sources
- Warner, David A., Ottonian Germany: The Chronicon of Thietmar of Merseburg, Manchester University Press, Manchester, 2001
- Bury, JB (éditeur), The Cambridge Medieval History: Volume III, Germany and the Western Empire, Cambridge University Press, 1922
- Hucke, Richard G., Die Grafen von Stade 900-1144. Généalogie, politische Stellung, Comitat und Allodialbesitz der sächsischen Udonen ; Insulter. Kiel, Stade mit umfassenden Nachweisen der Quellen und älteren Literatur, 1956